# Obley
Obley är en ort i Australien. Den ligger i kommunen Cabonne och delstaten New South Wales, i den sydöstra delen av landet, omkring 280 kilometer nordväst om delstatshuvudstaden Sydney. Antalet invånare är 304.
Runt Obley är det mycket glesbefolkat, med 2 invånare per kvadratkilometer.. Det finns inga andra samhällen i närheten.
Trakten runt Obley består till största delen av jordbruksmark. Genomsnittlig årsnederbörd är 730 millimeter. Den regnigaste månaden är februari, med i genomsnitt 126 mm nederbörd, och den torraste är oktober, med 17 mm nederbörd.